# Annesijoa novoguineensis
Annesijoa es un género monotípico perteneciente a la familia de las euforbiáceas. Su única especie: Annesijoa novoguineensis, se encuentra en Nueva Guinea.

## Taxonomía
Annesijoa novoguineensis fue descrito por Pax & K.Hoffm. y publicado en Das Pflanzenreich IV. 147 IX(Heft 68): 9. 1919